# Lactalis
Lactalis er en fransk multinational mejerikoncern, ejet af Besnier familien og baseret i Laval. Virksomhedens navn var tidligere Besnier SA. I 2019 var omsætningen 19,96 mia. euro, og der var 75.000 ansatte.
Lactalis er verdens største mejerikoncern og den næststørste fødevarekoncern i Frankrig, efter Danone. Virksomheden ejer mærker som Parmalat, Président, Siggi's Dairy, Galbani, Skånemejerier, Rachel's Organic og Stonyfield Farm.
André Besnier startede en mindre osteproducerende virksomhed i 1933 og lancerede sit Président mærke i Camembert i 1968.
I 2012 opkøbte virksomheden Skånemejerier.